# Streifenköpfige Bartagame
Die Streifenköpfige Bartagame oder Farbbartagame (Pogona vitticeps, pogon [gr.] = Bart; vittatus [lat.] = gestreift; -ceps von caput [lat.] = Schädel/Kopf) ist eine Echsenart aus der Gattung der Bartagamen (Pogona) in der Familie der Agamen (Agamidae).

## Merkmale
Streifenköpfige Bartagamen sind große, kräftig gebaute und dorsoventral stark abgeflachte Bartagamen. Sie erreichen eine Kopf-Rumpf-Länge von etwa 250 mm und eine Schwanzlänge bis etwa 300 mm. Der „Bart“ ist gut entwickelt, allerdings ist er weniger stark ausgeprägt als bei der Östlichen Bartagame (Pogona barbata). Sowohl Vorder- als auch Hinterbeine sind kurz und wirken kräftig. Die Beschuppung variiert je nach Körperbereich: An beiden Seiten des Barts und in der Kehlregion sind Stacheln erkennbar. Weitere Stachelreihen  befinden sich oberhalb des Trommelfells, am Hinterkopf, an den Mundwinkeln und an beiden Seiten entlang bis zum Schwanz. Vor allem die seitlichen Stacheln erscheinen bei Berührung eher weich und gummiartig. In die feinere Rückenbeschuppung sind vergrößerte gekielte Schuppen eingestreut. Ebenfalls gekielt sind die Bauchschuppen. Die Streifenköpfige Bartagame besitzt 9–19 Präanofemoralporen, welche benutzt werden, um Duftmarken zu setzen.
Die Streifenköpfige Bartagame weist eine hell- bis dunkelbraun/schwärzliche Färbung auf, es gibt aber auch graubraune, rötliche und gelbe Exemplare. Die gelben Exemplare tragen den Namen Citrus Bartagame und sind in den ersten 12 Monaten nach der Geburt Orange. Erst danach nehmen sie die gelbe Färbung an. Tiere aus der Umgebung der Eyre-Halbinsel färben sich beispielsweise bei Erregung rot. Es gibt auch Exemplare mit roten Köpfen oder roten Augen. Hinsichtlich der Färbung gilt die Streifenköpfige Bartagame daher als variabelste aller Bartagamenarten. Ein dunkler, hell begrenzter Streifen, der Augenzügel, verläuft vom Trommelfell bis zu den Augen. Der Bauch ist meist einfarbig hell mit teilweise leichten Schattierungen oder Flecken. Der Schwanz ist gebändert und anders als bei der Östlichen Bartagame regelmäßig beschuppt. Entlang der Wirbelsäule besitzt die Streifenköpfige Bartagame eine klare Zeichnung in Form von helleren und dunkleren Farbsegmenten. Der Bart wird bei Drohgebärden mithilfe des Zungenbeinapparates abgespreizt und färbt sich schwarz. Bei manchen Exemplaren färbt sich der restliche Körper ebenfalls deutlich dunkler. Die ovalen Ohröffnungen sind gut sichtbar.

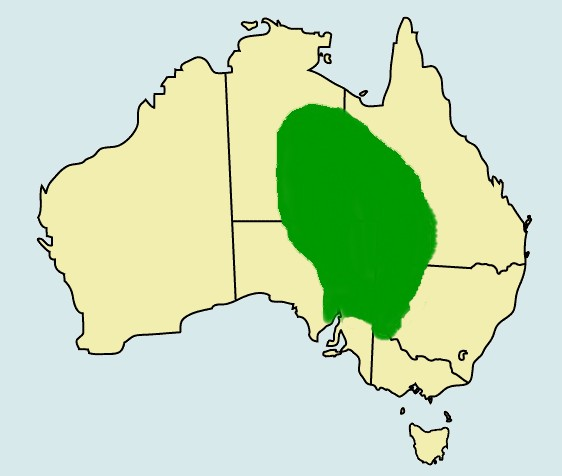
Verbreitungsgebiet der Streifenköpfigen Bartagame

Zudem wurde bei freilebenden Tieren in Australien beobachtet, dass sie einem temperaturabhängigen Geschlechtswechsel unterworfen sind. Bei besonders hohen Temperaturen können aus genetisch männlichen Eiern funktionelle Weibchen schlüpfen. Der Grund dafür ist noch nicht bekannt.

## Verbreitung und Lebensraum
Die Streifenköpfige Bartagame bewohnt das östliche zentrale Australien. Das große Verbreitungsgebiet umfasst das südwestliche Queensland, das südöstliche Northern Territory, das westliche New South Wales, den Nordwesten Victorias und das östliche South Australia. Die Streifenköpfige Bartagame bewohnt halbtrockene Wälder und Trockenwälder und bevorzugt Gebiete mit hoher Sonneneinstrahlung.

## Lebensweise

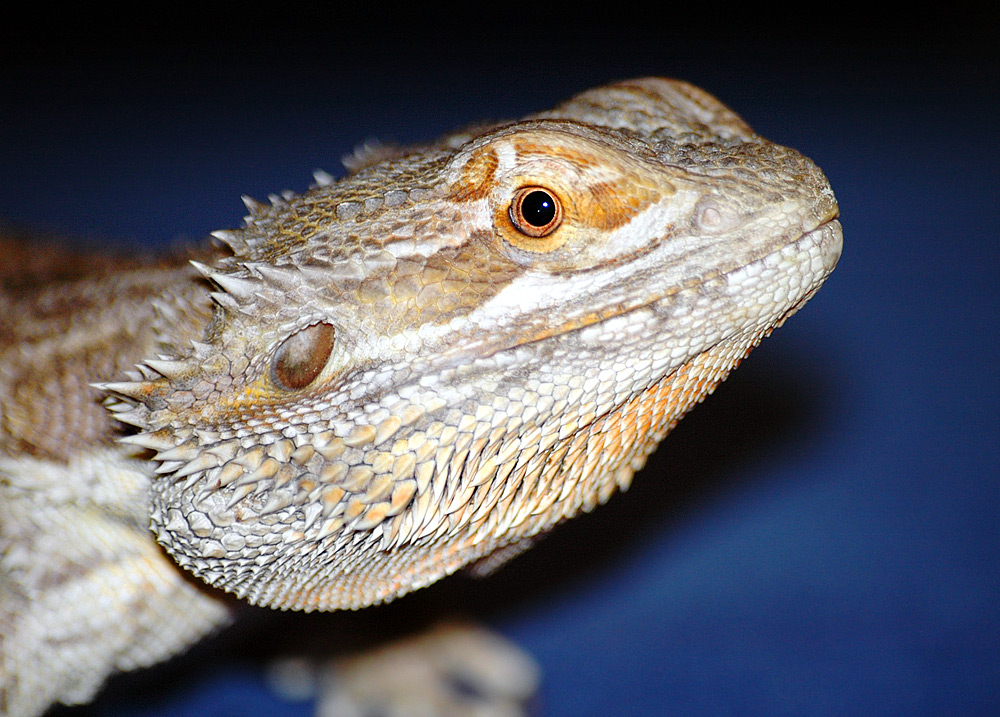
Porträt

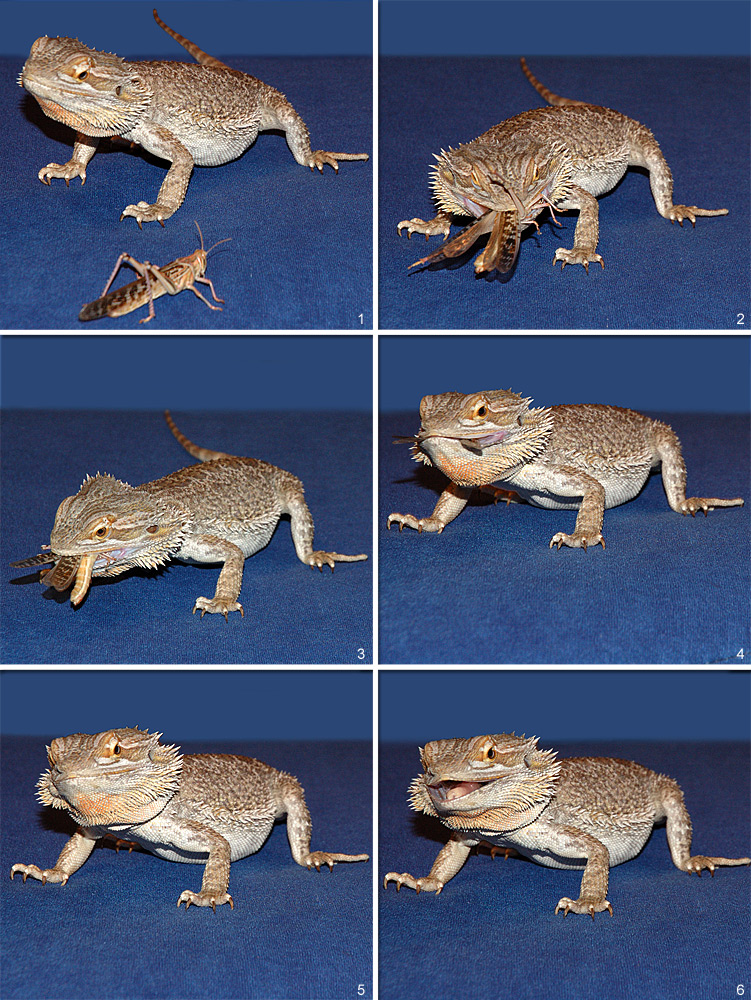
Streifenköpfige Bartagame beim Fressen einer Heuschrecke

Streifenköpfige Bartagamen sitzen gerne auf Steinen, Baumstümpfen, Zaunpfosten und anderen erhöhten Plätzen, die meistens nur zur Nahrungsaufnahme verlassen werden. Je kälter die Umgebung ist, desto dunkler sind die Tiere gefärbt und desto inaktiver verhalten sie sich. Erst wenn sie sich mithilfe der Sonneneinstrahlung genügend aufgewärmt haben, hellt sich die Färbung auf und Aktivitäten wie Jagen, Fressen, Verdauen und soziale Interaktionen werden ausgeführt. Sobald die Körpertemperatur unter eine bestimmte Schwelle gesunken ist, muss erneut ein sonniger Platz aufgesucht werden. Wird es zu heiß, suchen die Tiere den Schatten auf und hecheln mit weit geöffnetem Maul, um Verdunstungskälte zu erzeugen.
Männliche Tiere verhalten sich territorial und verteidigen ihr Revier. Dringt ein anderes Männchen in das Revier ein, nickt der Inhaber mit dem Kopf und spreizt bald darauf seinen Bart ab. Jüngere und schwächere Eindringlinge ziehen sich daraufhin meist freiwillig kopfnickend zurück; etwa gleich starke Exemplare reagieren jedoch nicht und provozieren so einen Kampf. Zunächst blähen beide Kontrahenten ihre Körper auf und platten sie seitlich ab, um die Körperumrisse gewaltiger erscheinen zulassen. Nach mehrmaligem Umkreisen des Gegners verbeißen sich die Tiere schließlich ineinander. Die Gegner versuchen sich an der Schwanzwurzel zu packen. Gelingt dies, so wird das unterlegene Tier hochgehoben und durchgeschüttelt. Dies wird so oft wiederholt, bis die schwächere Bartagame den Sieger durch kreisende Bewegungen mit den Vorderbeinen besänftigt. Der Schwanz wird bei diesen Kämpfen oft abgerissen oder verstümmelt.
Im Winter, wenn die Temperaturen unter 20 °C fallen, hält die Streifenköpfige Bartagame eine zweimonatige „Winterruhe“ in einem geschützten Quartier. Dabei schlafen die Tiere aber nicht ständig, sondern können in kurzen Aktivitätsphasen aufstehen, fressen und sich bewegen.
Bartagamen ernähren sich omnivor, verzehren also pflanzliche und tierische Kost. Gefressen wird alles, was überwältigt werden kann, zum Beispiel Insekten, Nager, Frösche, Wirbellose, Jungvögel und kleinere Echsen (auch Artgenossen). Jungtiere ernähren sich größtenteils von tierischer Kost. Diese macht bei adulten Exemplaren nur etwa 20 % der aufgenommenen Nahrungsmenge aus, die restlichen 80 % bestehen aus Samen und Pflanzenteilen.

## Fortpflanzung/Lebenserwartung
Bartagamen sind geschlechtsreif ab ein bis zwei Jahren. Nach der Paarung legt das Weibchen 15–30 Eier in eine kleine Grube. Nach etwa 65 Tagen schlüpfen dann die Jungtiere. Sie sind sofort selbstständig.
Bartagamen können in der Natur 15 bis 20 Jahre alt werden. In Gefangenschaft werden sie meistens um die 10 Jahre.

## Forschung
Die Streifenköpfige Bartagame ist ein Modelltier für die Erforschung des Schlafes bei Reptilien. Diese Spezies ist eine der ersten, bei der Mikrochromosomen nachgewiesen wurden.

## Terrarientier
Die Streifenköpfige Bartagame ist ein beliebtes Terrarientier und wurde als solches vom Zentralverband Zoologischer Fachbetriebe e.V. (ZZF) zum Heimtier des Jahres 2023 erklärt. Neben dem Leopardgecko (Eublepharis macularius) gehört sie zu den am weitesten verbreiteten Reptilien in der Heimtierhaltung. Sie kann bei guter Haltung zehn und in Einzelfällen bis 20 Jahre alt werden.